# Amplicephalus parquis
Amplicephalus parquis är en insektsart som beskrevs av Cheng 1980. Amplicephalus parquis ingår i släktet Amplicephalus och familjen dvärgstritar. Inga underarter finns listade i Catalogue of Life.